# Performance Application Programming Interface
Pour les articles homonymes, voir Papi.
Performance Application Programming Interface (PAPI) est une interface de programmation portable (sous la forme d'une bibliothèque logicielle) permettant d'accéder aux compteurs matériels spécifiques aux microprocesseurs modernes. PAPI est utilisé pour collecter des informations de bas niveau, telles que le nombre d'opérations en virgule flottante par seconde (FLOPS), le nombre de cache misses durant l'exécution d'un code, etc. PAPI est interfacé avec les systèmes d'exploitation de type UNIX.
La bibliothèque PAPI est actuellement capable d'accéder aux compteurs matériels de la plupart des processeurs modernes. La liste des processeurs non reconnus ne cesse de diminuer.